# قرش الفهد
قرش الفهد (Triakis semifasciata) هو نوع من أسماك القرش. يصنف ضمن رتبة القرش الأرضي، وبالضبط من عائلة القروش الكلبية. يعتبر هذا النوع من القروش المتوسطة الحجم حيث يتراوح طوله عادة ما بين 1.2 متر إلى 2.1 متر، ووزنه مابين 18 و 40 كيلوغرام. تمتد مواطنه على طول سواحل المحيط الهادئ في أمريكا الشمالية، من ولاية أوريغون الأمريكية إلى ولاية سينالوا في المكسيك. ويمكن التعرف عليه على الفور من خلال النمط المذهل للعلامات البنية المائلة للسواد مثل لون حيوان الفهد ولهذا سمي بهذا الاسم. يعيش هذا النوع من القروش في المياه الضحلة المرجانية الصخرية، وتسبح فوق المسطحات الرملية أو الموحلة أو المناطق التي تتناثر فيها الصخور. وتعتبر مشاهدتها شائعة في الخلجان ومصبات الانهار والبحيرات.
يتغذى قرش الفهد على المحار والديدان الملعقية وسرطان البحر والروبيان والأسماك العظمية وبيض السمك. ولا يشكل أي خطراً على الٳنسان، لذالك يتم صيده غالبا في المياه قبالة ولاية كاليفورنيا ووضعه في الأحواض المائية. وتميل معظم أسماك قرش الفهد إلى البقاء داخل منطقة معينة بدلاً من القيام بتحركات طويلة من مكان ٳلى أخر، مما أدى إلى تباين وراثي بين مجموعات أسماك القرش التي تعيش في مناطق مختلفة. هذا النوع من الحيوانات هو ولود مشيم، مما يعني أن الصغار يفقسون داخل الرحم ويتغذون من صفار البيض.
من شهر مارس إلى يونيو في كل سنة، تلد الأنثى ما يصل إلى 37 صغيرا بعد فترة حمل تتراوح بين 10-12 شهرا. لكن هذا الحيوان يعتبر بطيء النمو نسبيًا ويستغرق عدة سنوات حتى ينضج.

## التسمية والتصنيف

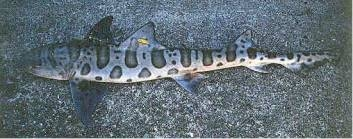
سمكة قرش الفهد نوع مخيف جداً لكنه لا يشكل خطراً على حياة الإنسان ويمكنك الاقتراب منه بسهولة تامة ويتميز بحركة بطيئة بخلاف الأخرى يتميز بلونه البني الفاتح في الجزء العلوي وباللون الأبيض في الجزء السفلي وجسمه مغطاة بالعديد من البقع السوداء

سمي قرش الفهد Triakis californica كأول ٳسم علمي له، وكان عالم الحيوان البريطاني جون إدوارد جراي من أطلق عليه هذا الٳسم في قائمة سنة 1851 لعينات الأسماك في مجموعة المتحف البريطاني. وتضمنت محاضرة عالم الأسماك الأمريكي ويليام أورفيل أيريس في وصف الأنواع على أول وصف علمي لهذا النوع من القروش، وقد سماه Mustelus felis. وأعيد طبع محاضرته أولاً في صحيفة المحيط الهادئ، في سان فرانسيسكو، ثم بعدها في مجلة وقائع أكاديمية كاليفورنيا للعلوم الطبيعية. وفي أبريل 1855، نشر عالم الأحياء الفرنسي تشارلز فريديريك جيرارد وصفًا آخر لهذا النوع، وأطلق عليه اسم Triakis semifasciata وهو الٳسم المعتمد ٳلى الآن.
على الرغم من أن Mustelus felis هو الٳسم الرئيسي للنوع، أدى خطأ في تسجيل تواريخ النشر إلى انتشار استخدام ٳسم T. semifasciata كاسم علمي لسمك قرش الفهد. نتيجة لهذا الخطأ الطويل الأمد، تم التعرف على Triakis semifasciataعلى أنه اسم صالح (باعتباره اسمًا محمياًً) وتم إبطال Mustelis felis (باعتباره اسمًا منسياً). تأتي الصفة المحددة semifasciata من الكلمات اللاتينية («نصف») و fasciatus («نطاق»)، التي تصف النمط الظهري لسمك القرش من العلامات التي تشبه السرج. في الأدبيات القديمة، يتم الإشارة في كثير من الأحيان إلى هذا النوع باسم "قرش النمر" أو "قرش قطي".
يحتوي جنس القروش الكلبية على نوعين فرعيين، "Triakis" و "Cazon". يتم وضع قرش الفهد داخل الجنس الفرعي "Triakis" جنبًا إلى جنب مع قرش كلب الصيد (T. (Triakis) scyllium). وكشف دراسة في تحليل علم الوراثة لعام 2006 بواسطة Andrés López وزملاؤه، وٳستنادًا على جينات ترميز البروتين، أن Triakis و Cazon في الواقع ليسا مرتبطين ارتباطًا وثيقًا، بالإضافة إلى أن قرش الفهد قد يكون العضو القاعدي الأساسي في عائلته.

## الانتشار والموطن

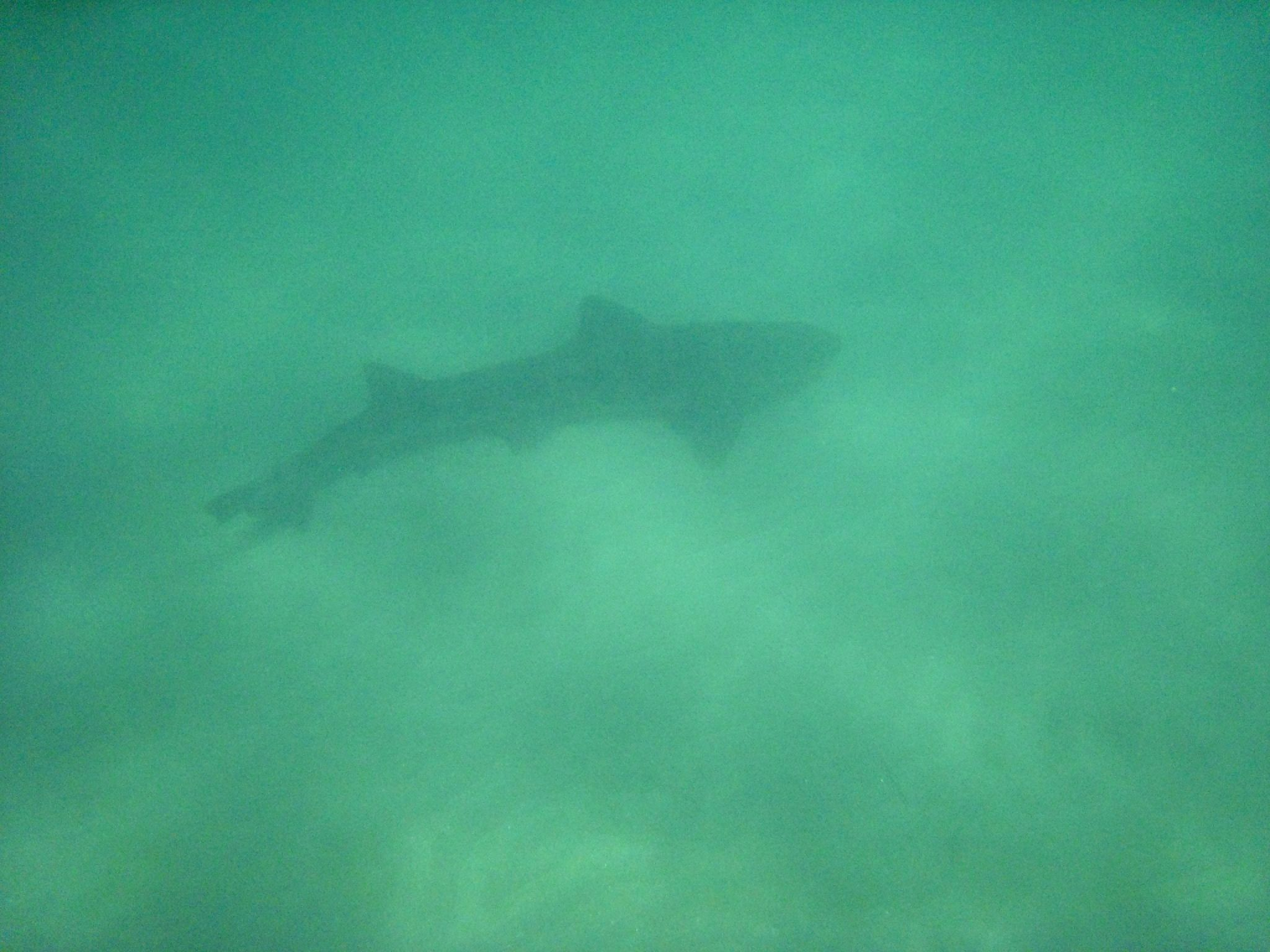
قرش الفهد فوق أحد المسطحات الرملية.

يستوطن قرش الفهد شمال شرق المحيط الهادئ، من المياه القارية المعتدلة لخليج كوس بولاية أوريغون إلى المياه الاستوائية في سينالوا بالمكسيك، وينتشر بكثرة في خليج كاليفورنيا. يفضل المسطحات الموحلة أو الرملية داخل الخلجان المغلقة ومصبات الأنهار، كما يحب التواجد على طول السواحل المفتوحة بالقرب من الشعاب الصخرية. وتقوم أسماك قرش الفهد في أغلب الأوقات بالسباحة بالقرب من القاع، بحيث تتواجد بكثرة في عمق 4 أمتار، على الرغم من أنه يمكن مصادفة بعضها على عمق 91 مترًا.
يعيش قرش الفهد في المناطق الدافئة التي تتجاوز حرارتها 12 درجة مئوية، وتتجمع مجموعات منها بالقرب من مصب تصريف النفايات السائلة الدافئة من محطات الطاقة. يميل معظم الأفراد إلى البقاء في منطقة محلية واحدة معظم حياتهم، في حين تم توثيق عدد قليل من أسماك قرش الفهد وهي تسافر مئات الكيلومترات. أدى هذا المستوى المنخفض من التشتت إلى الاختلاف الجيني بين كل مجموعة.

## وصف
لسمك قرش الفهد جسم متوسط وقوي وأنف قصير مستدير، مع زوائد جلدية مثلثة متطورة أمام فتحة الأنف. عيونه كبيرة وبيضاوية، وله غشاء رماش. خط فمه منحني بشدة، كما له أخاديد في زوايا الفم تمتد إلى كلا الفكين. أسنانه مرتبة على شكل مسطح يشبه السطح مع حواف متداخلة، وعددها في الفك العلوي ما بين 41 و55 سن، أما في الفك السفلي فعددها مابين 34 و 45 سن. وكل سن له نتوء مائل قليلًا ذو حواف ملساء في الوسط.
يبلغ متوسط طول قرش الفهد مابين 1.2 و 1.5 متر، ونادرًا ما ينمو الذكور إلى 1.5 متر والإناث 1.8 متر، ولكن هناك حالة استثنائية لأنثى يبلغ طولها 2.1 متر. أما وزنه فلا يتجاوز 18.4 كلغ. ويعتبر لونه فريدا بحيث يتوفر على خلفية فضية أو برونزية مع بقع سوداء كبيرة تمتد على طول الظهر، أما الجانب السفلي فهو أبيض اللون وعادي. وتحتوي القروش البالغة في أغلب الأحيان على بقع أكثر وضوحا مقارنة بالقروش الأصغر.
تتموضع الزعنفة الظهرية الأولى الكبيرة في منتصف المسافة تقريبًا بين الزعانف الصدرية والحوض. وتعتبر الزعنفة الظهرية الثانية أكبر بكثير من الزعنفة الشرجية. والزعانف الصدرية عريضة ومثلثة. ويكون الفص السفلي من الزعنفة الذيلية متطورًا بشكل جيد عند البالغين.

## البيئة والسلوك

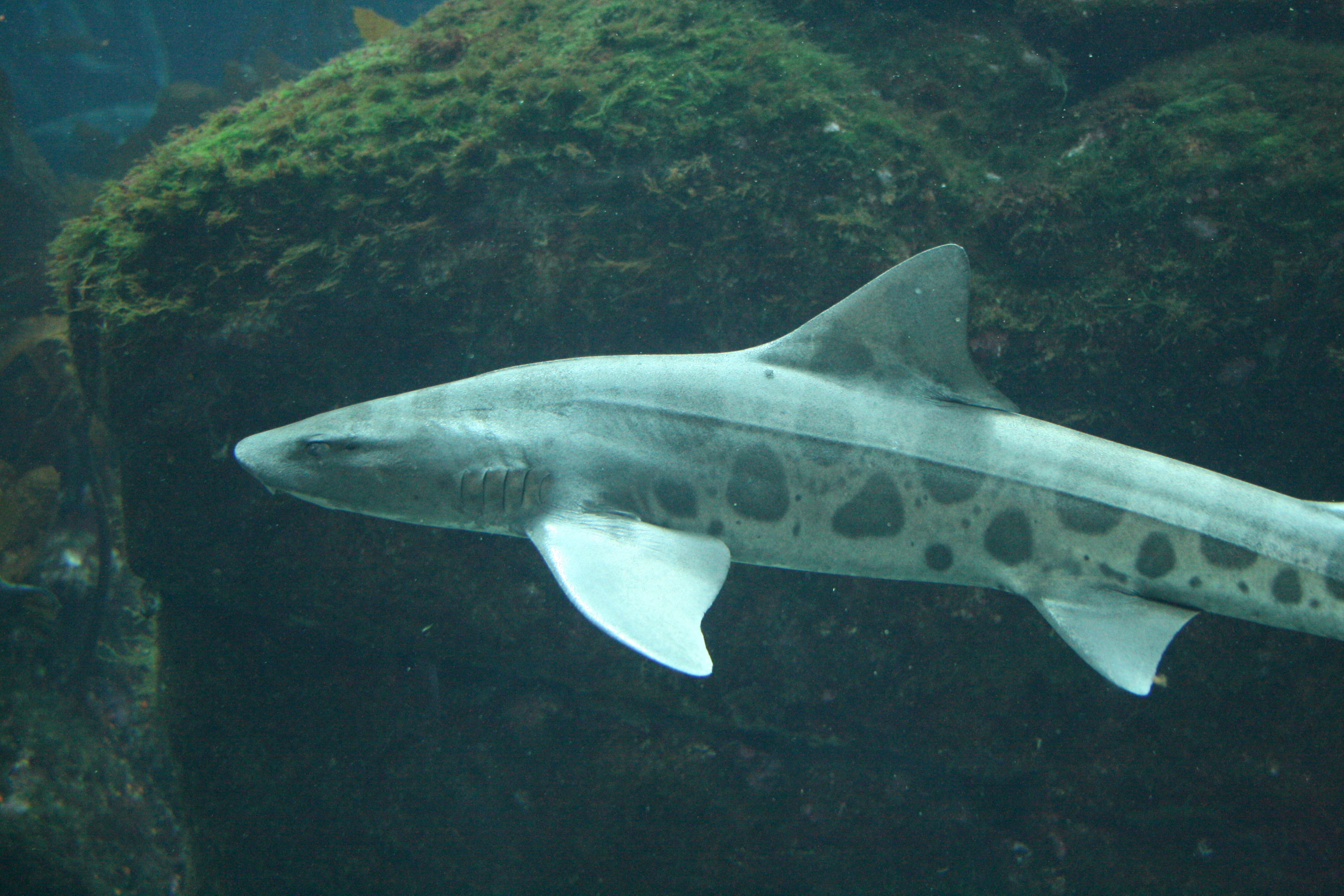
النمط الشائع للون سمكة قرش الفهد

قرش الفهد من الأنواع النشطة التي تسبح بحركة متموجة قوية، يكون أكثر نشاطًا في الليل منه أثناء النهار ويتم رصده عادة وهو يبحر بين الأمواج أو قرب الشعاب. ويتبع حركة المد والجزر على المسطحات الطينية بحثًا عن الطعام، بحيث تقدي هذه الأسماك يومها معا في المياه الضحلة وفي الليل تتشتت في المياه العميقة.
منذ الولادة، تشكل أسماك قرش الفهد مجموعات كبيرة بشكل عام مفصولة حسب العمر والجنس، وغالبًا ما تظهر هذه المجموعات فجأة في منطقة لبضع ساعات ثم تختفي بنفس السرعة. خلال أيام الصيف، تتجمع مجموعات كبيرة من الإناث الناضجة في الخلجان الضحلة ومصبات الأنهار، وتشتت في الليل نظرًا لأن هؤلاء الإناث ينتقلت للمناطق الأكثر دفئًا، مما يسمح لهن برفع درجة حرارة أجسامهن الداخلية بما يصل إلى 3 درجات مئوية، للٳستفادة منها من أجل تسريع نمو أطفالها في فترة الحمل.

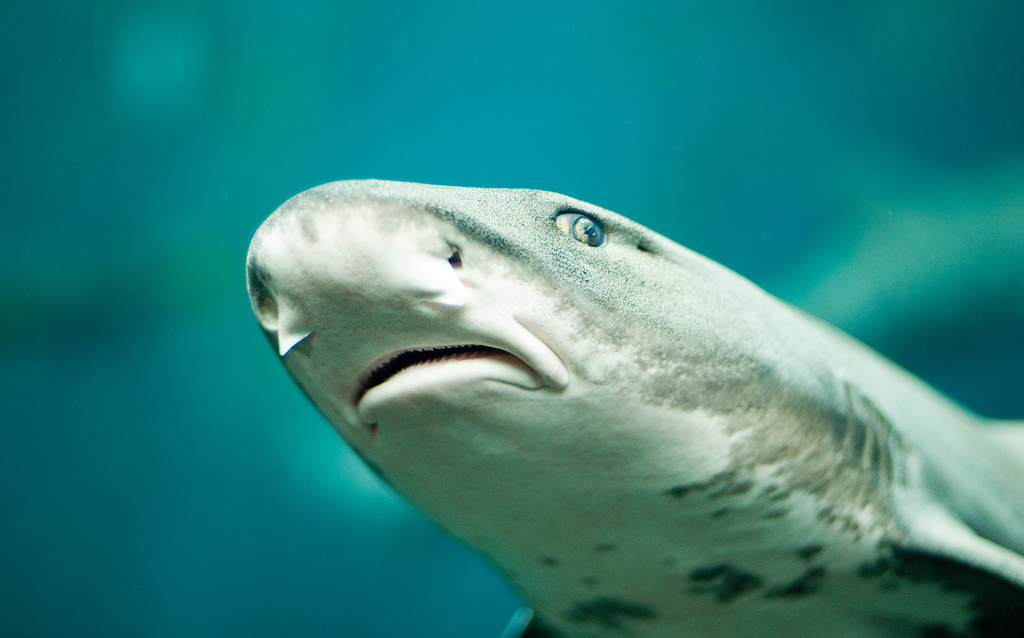
رأس سمكة قرش الفهد

### غدائه
يتكون النظام الغذائي لسمك قرش الفهد من حيوانات صغيرة تعيش في القاع والساحل، وأبرزها سرطان البحر والروبيان والأسماك العظمية وبيض السمك والمحار والديدان الملعقية. يلتقط قرش الفهد الفريسة من خلال توسيع حيزه الشدقي لإنشاء قوة شفط، وذالك من خلال تأرجح الغضاريف الشفوية للأمام لتشكيل الفم على شكل أنبوب. في الوقت نفسه، يبرز القرش فكيه للأمام ليمسك الفريسة بين أسنانه. وكما هو الحال مع كل أسماك القرش الأخرى، يتم إلقاء واستبدال أسنان قرش الفهد بشكل دوري، ويستغرق الأمر من 9 إلى 12 يومًا حتى ينبت السن الجديد في مكانه.

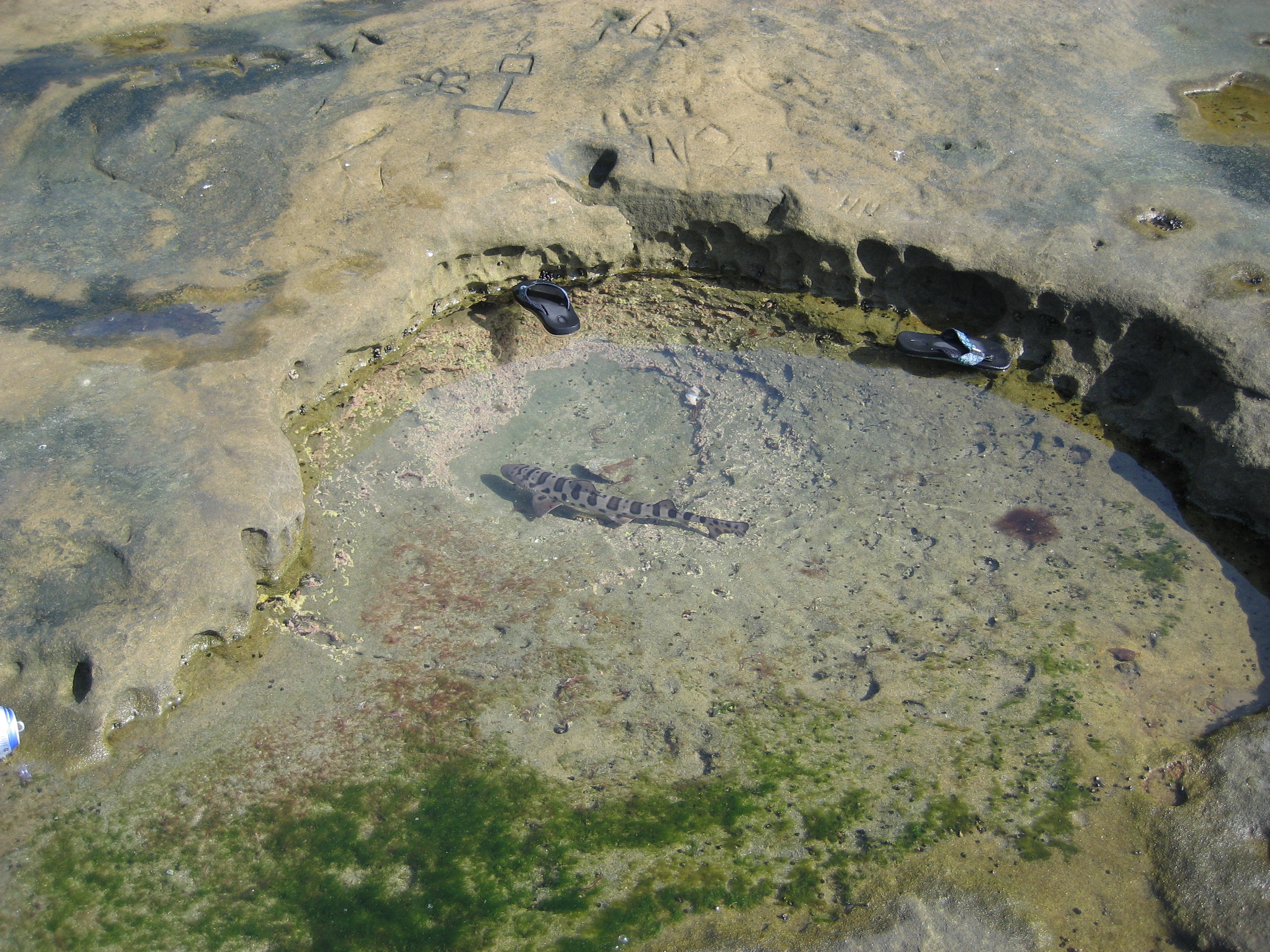
صغير قرش الفهد في المياه الساحلية الضحلة

### حياته
تعتبر قروش الفهد حيوانات ولودية، بحيث تنمو الأجنة في رحم الأم بواسطة كيس الصفار حتى الولادة. وتستخدم الإناث الخلجان ومصبات الأنهار كمناطق حضانة، ومن مناطق التكاثر المعروفة نجد خليج سان فرانسيسكو وخليج مورو وخليج سانتا مونيكا. وتلد الإناث من واحد ٳلى 37 من الصغارًا سنويًا في الفترة من مارس ويوليو. وتضع بيضها في الأغلب بين الأعشاب والطحالب أو في الشقق بين الصخور. يبلغ طول أسماك قرش الفهد حديثي الولادة حوالي 20 سم، وتصل إلى مرحلة النضج في عمر يتراوح ما بين 10 و 15عامًا.